# Grand Prix van Frankrijk 1949
De Grand Prix van Frankrijk 1949 was een autorace die werd gehouden op 17 juli 1949 op Reims-Gueux.

## Uitslag
| Positie | Nummer | Rijder                | Team               | Ronden | Tijd/Opgave     | Startplaats |
| ------- | ------ | --------------------- | ------------------ | ------ | --------------- | ----------- |
| 1       | 6      | Louis Chiron          | Talbot-Lago-Talbot | 64     | 3:06:33.7       | ?           |
| 2       | 30     | Prince Bira           | Maserati           | 64     | + 17.6          | ?           |
| 3       | 24     | Peter Whitehead       | Ferrari            | 64     | + 48.5          | ?           |
| 4       | 10     | Louis Rosier          | Talbot-Lago-Talbot | 64     | + 56.7          | 3           |
| 5       | 2      | Raymond Sommer        | Talbot-Lago-Talbot | 61     | + 3 Rondes      | ?           |
| 6       | 16     | Eugène Chaboud        | Delahaye           | 58     | + 6 Rondes      | ?           |
| NC      | 14     | Georges Grignard      | Talbot-Lago-Talbot | 48     | + 16 Rondes     | ?           |
| NF      | 12     | Pierre Levegh         | Talbot-Lago-Talbot | 39     | Mechanisch      | ?           |
| NF      | 36     | Benedicto Campos      | Maserati           | 32     | Ventiel         | ?           |
| NF      | 8      | Yves Giraud-Cabantous | Talbot-Lago-Talbot | 30     | Motor           | ?           |
| NF      | 4      | Philippe Étancelin    | Talbot-Lago-Talbot | 26     | Motor           | ?           |
| NF      | 34     | Juan Manuel Fangio    | Maserati           | 24     | Gas             | 2           |
| NF      | 38     | Reg Parnell           | Maserati           | 21     | Motor           | ?           |
| NF      | 18     | George Abecassis      | Alta               | 17     | Versnellingsbak | ?           |
| NF      | 40     | David Murray          | Maserati           | 13     | Motor           | ?           |
| NF      | 28     | Giuseppe Farina       | Talbot-Lago-Talbot | 11     | Versnellingsbak | ?           |
| NF      | 20     | Luigi Villoresi       | Ferrari            | 4      | Remmen          | 1           |
| WD      | 22     | Alberto Ascari        | Ferrari            |        | Teruggetrokken  |             |
| WD      | 26     | Luigi Fagioli         | Talbot-Lago-Talbot |        | Teruggetrokken  |             |
| WD      | 32     | Toulo de Graffenried  | Maserati           |        | Teruggetrokken  |             |

1906 · 1907 · 1908 · 1912 · 1913 · 1914 · 1921 · 1922 · 1923 · 1924 · 1925 · 1926 · 1927 · 1928 · 1929 · 1930 · 1931 · 1932 · 1933 · 1934 · 1935 · 1936 · 1937 · 1938 · 1939 · 1947 · 1948 · 1949 · 1950 · 1951 · 1952 · 1953 · 1954 · 1956 · 1957 · 1958 · 1959 · 1960 · 1961 · 1962 · 1963 · 1964 · 1965 · 1966 · 1967 · 1968 · 1969 · 1970 · 1971 · 1972 · 1973 · 1974 · 1975 · 1976 · 1977 · 1978 · 1979 · 1980 · 1981 · 1982 · 1983 · 1984 · 1985 · 1986 · 1987 · 1988 · 1989 · 1990 · 1991 · 1992 · 1993 · 1994 · 1995 · 1996 · 1997 · 1998 · 1999 · 2000 · 2001 · 2002 · 2003 · 2004 · 2005 · 2006 · 2007 · 2008 · 2018 · 2019 · 2021 · 2022